# Parfouru-sur-Odon
Parfouru-sur-Odon es una comuna francesa situada en el departamento de Calvados, en la región de Normandía.

## Demografía
| 138 | 104 | 131 | 150 | 147 | 136 | 196 |
| Para los censos de 1962 a 1999 la población legal corresponde a la población sin duplicidades (Fuente: INSEE [Consultar]) |     |     |     |     |     |     |